# Caio Zanardi
Caio César Zanardi Gomes da Silva, mais conhecido como Caio Zanardi (São Paulo, 8 de agosto de 1973) é um treinador e ex-futebolista brasileiro. Atualmente está sem clube.

## Carreira como jogador
Caio Zanardi jogou pelo São Paulo (1986 a 1992), Portuguesa (1992) e Corinthians (1992 a 1995).

## Carreira como treinador
Como técnico, Zanardi iniciou sua trajetória pelas categorias de base do Palmeiras, do Pão de Açúcar (Audax) e do Paulista.
No exterior trabalhou no futebol da Lituânia, como técnico da equipe extinta Vilnius. Em Dubai passou seis anos como coordenador técnico do Al-Nasr Sports Club, e nos Estados Unidos comandou a equipe do Fort Lauderdale Strikers.  O treinador já comandou a Seleção Brasileira Sub-17, conquistando o Torneio de Toulon, em 2013.
Em 2017 assumiu o comando do Shandong Luneng/Desportivo Brasil. No mesmo ano foi contratado pelo Atlético Mineiro (Sub-23) para disputar a segunda divisão do campeonato mineiro. Em 2018 saiu do Atlético e reassume o Desportivo Brasil, com a missão de reerguer o time que vinha de três derrotas seguidas e estava na última colocação ,e conseguiu fazer isso com sucesso deixando o time na quarta colocação do campeonato e classificando ele para a próxima fase. Depois de uma passagem positiva pelo Al-Nasr Sports Club, dos Emirados Árabes. Atuou também como Diretor de Futebol no U.D. Oliverense antes de entrar no comando do Khor Fakkan Club como treinador em 2020.
Com licença Pro emitida pela Confederação Brasileira de Futebol, Caio possui também a Licença A pela Confederação Asiática de Futebol e a Licença Internacional de Treinadores pela Federação Inglesa de Futebol, Zanardi estagiou com treinadores conhecidos mundialmente, entre eles, Luiz Felipe Scolari, Fabio Capelo, Sven Goran Ericksson, Louis Van Gaal, Roberto Mancini e Carlo Ancelotti. Caio implementa um futebol de construção de jogo, posse de bola, movimentação e organização defensiva, tendo como sua formação preferida a 4-2-3-1.[carece de fontes?]

### Qualificações
- Universidade Trevisan - Sport Management
- Licença 'A' - CBF[10]
- The FA International License
- FA Youth Award MD 1
- A License - AFC Asian Confederation
- Licença PRO - CBF

## Títulos
Seleção Brasileira Sub-17
- Campeonato Sul-Americano Sub-17: 2015
- Torneio Internacional de Toulon: 2013, 2014
- Villa de Salt (Sub-15)

Palmeiras B
- São Paulo State (2x)
- São Paulo Metropolitano
- Jundiaí Riopoliter Cup

Al-Nasr
- Torneio Ramadam (3x)
- Youth Arab League (2x)
- UAE Cup (2x)